# ジョアン・バウチスタ・マシャド

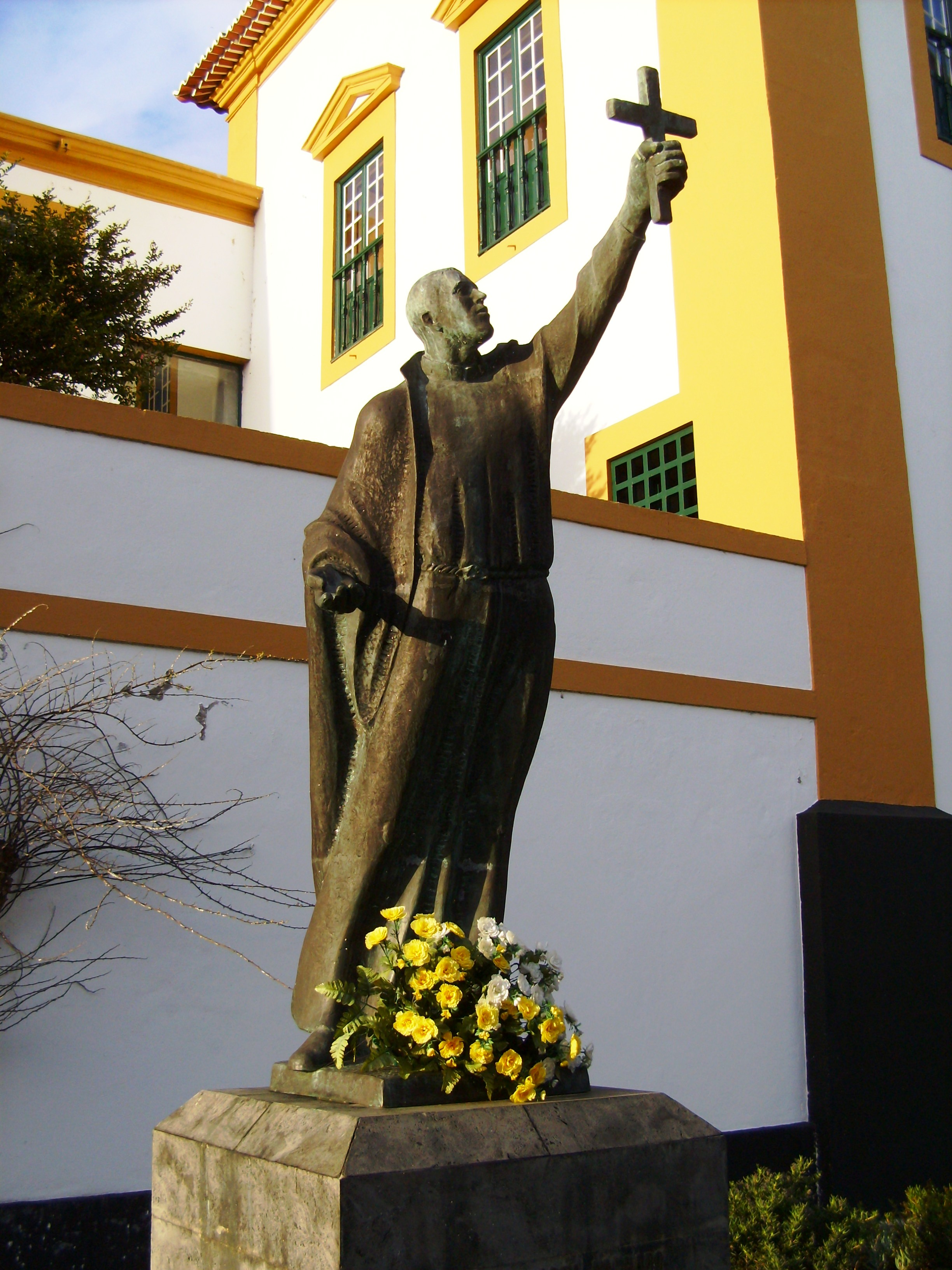
ジョアン・バウチスタ・マチャド彫像（アングラ・ド・エロイズモに所在）

ジョアン・バウチスタ・マシャド（João Bautista Machado、1580年 - 1617年5月22日）は、江戸時代初期に来日したポルトガルのイエズス会宣教師である。

## 経歴・人物
1609年（慶長14年）に来日し、京都の伏見や長崎を中心に日本全国での布教活動に携わる。1614年（慶長19年）に江戸幕府からキリスト教禁止令により多くの宣教師が追放処分を受けるが、マシャドは滞日した89人の宣教師のうち38人の潜伏宣教師の一人として日本に残った。
後にスペイン人のフランシスコ会士であったペドロ・デ・ラ・アスンシオンと共に大村にて同地で初の布教にあたるが、五島で大村純頼の命により捕縛され1617年5月22日（元和3年4月18日）にペドロ神父と共に斬首刑に処された。なお斬首された場所は神社跡の帯取の「十二社権現」の殉教地と呼ばれ、現在では「今富キリシタン墓碑」が建てられまたその鳥居の一部が残されている。